# Xok
Xok är en ort i Azerbajdzjan.   Den ligger i distriktet Nachitjevan, i den sydvästra delen av landet, 400 km väster om huvudstaden Baku. Xok ligger 1 008 meter över havet och antalet invånare är 4 887.
Terrängen runt Xok är platt åt sydväst, men åt nordost är den kuperad. Närmaste större samhälle är Qarabağlar, 6,1 km norr om Xok. 
Trakten runt Xok består i huvudsak av gräsmarker. Runt Xok är det ganska glesbefolkat, med 48 invånare per kvadratkilometer.